# Hotelul Caraiman din Sinaia
Hotelul Caraiman din Sinaia este un monument istoric aflat pe teritoriul orașului Sinaia.
În anul 1881, an în care România se proclamă Regat iar Carol I este încoronat ca Rege, Eforia Spitalelor Civile dă în folosintâ în Sinaia, cel de-al 3-lea hotel, cu toate camerele orientate direct spre Parc si având în fatà un mare havuz cu o fântâna artezianã. Primul administrator al hotelului Caraiman a fost austriacul Josef Ungarth. În anul 1903 hotelul este extins cu un etaj și cu mansardă și i se modifică aspectul exterior după un proiect al arhitectului Petre Antonescu ajungând la forma sa de astăzi. În timpul celor două Războaie Mondiale a fost folosit ca spital pentru răniți.